# Metaplusia argyra
Metaplusia argyra là một loài bướm đêm trong họ Noctuidae.